# Mauro Bigonzetti
Mauro Bigonzetti (Roma, 1960) è un ballerino e coreografo italiano di balletto moderno.

## Biografia
Si è formato alla scuola di ballo del Teatro dell'Opera di Roma ed è entrato nella loro compagnia nel 1979.
Nel 1983 Bigonzetti entrò a far parte della compagnia reggiana Aterballetto, rinomata per il suo repertorio contemporaneo. Iniziò a coreografare per Aterballetto nel 1990. Nel 1993 entrò a far parte del Balletto di Toscana come coreografo residente e nel 1997 tornò ad Aterballetto come direttore artistico.
Nel corso della sua carriera coreografica Bigonzetti ha mantenuto uno stretto rapporto con Aterballetto. Egli continua lì come coreografo principale, anche se la sua carriera ora è incentrata su commissioni create per importanti compagnie all'estero. Ha prestato servizio come direttore del Balletto della Scala di Milano nel 2016 ma si dimise per motivi di salute dopo otto mesi.

## Coreografia
Le sue opere sono state allestite dal Teatro dell'Opera di Roma, dal Balletto di Toscana, dalla Deutsche Oper Berlin, dal Balletto Nazionale di Ankara, dall'English National Ballet, da Julio Bocca & Ballet Argentino, da Gauthier Dance, dal Balletto di Stoccarda, dalla Staatsoper di Dresda, dal Ballet Gulbenkian e recentemente il Balletto della città di San Paolo, in Brasile. Per il New York City Ballet ha creato Vespro nel 2002, In Vento nel 2006 e Oltremare nel 2008, in collaborazione con il compositore Bruno Moretti.
Il suo ultimo lavoro, Le Quattro Stagioni, con la musica dei famosi concerti di Vivaldi, è stato rappresentato in anteprima dai Grands Ballets Canadiens il 24 maggio 2007, con grande successo di critica.